# Xe đạp tại Đại hội Thể thao Đông Nam Á 2017
Xe đạp tại Đại hội Thể thao Đông Nam Á năm 2017 được tổ chức tại Malaysia từ ngày 21 đến 29 tháng 8, bao gồm ba phân môn chính: đường trường, lòng chảo và BMX, với các địa điểm thi đấu phân bố tại hai bang là Kuala Lumpur và Negeri Sembilan.
Các nội dung xe đạp đường trường (road cycling), bao gồm đua cá nhân tính giờ và đường trường cho cả nam và nữ, diễn ra trên các tuyến đường công cộng ở khu vực Putrajaya và Nilai.
Phân môn xe đạp lòng chảo (track cycling) được tổ chức tại Velodrom Nasional Malaysia, tọa lạc ở Nilai, bang Negeri Sembilan — đây là một công trình hiện đại đạt chuẩn quốc tế, lần đầu tiên được đưa vào phục vụ một kỳ SEA Games.
Trong khi đó, phân môn BMX được thi đấu tại BMX Cycling Arena, cũng nằm trong khu liên hợp thể thao tại Nilai, với đường đua đất được thiết kế đặc biệt gồm các đoạn leo dốc, nhảy và cua gắt, phù hợp tiêu chuẩn của Liên đoàn Xe đạp Quốc tế (UCI).
Tại kỳ đại hội này, nước chủ nhà Malaysia thể hiện ưu thế vượt trội khi thống trị môn xe đạp với việc giành được 13 huy chương vàng trên tổng số 20 bộ huy chương được trao.

## Nội dung thi đấu
Dưới đây là những nội dung nằm trong chương trình thi đấu môn xe đạp tại SEA Games 29:
| - BMX - Đường trường - Đua tốc độ vòng ngắn - Xuất phát cùng lúc - Tính giờ (chỉ dành cho nam) - Lòng chảo - Keirin - Đua phối hợp (Omnium) - Rượt đuổi (các nội dung chỉ dành cho nam) - Nước rút - Đua loại trực tiếp (Scratch) (chỉ dành cho nam) - Tính giờ |

## Quốc gia tham dự
- Brunei (7)
- Campuchia (7)
- Indonesia (25)
- Lào (4)
- Malaysia (33)
- Myanmar (5)
- Philippines (15)
- Singapore (16)
- Thái Lan (32)
- Việt Nam (13)

## Tóm tắt kết quả

### Bảng huy chương
| Hạng               | Đoàn               | Vàng | Bạc | Đồng | Tổng số |
| ------------------ | ------------------ | ---- | --- | ---- | ------- |
| 1                  | Malaysia           | 13   | 10  | 3    | 26      |
| 2                  | Thái Lan           | 2    | 7   | 6    | 15      |
| 3                  | Indonesia          | 2    | 2   | 7    | 11      |
| 4                  | Việt Nam           | 2    | 0   | 2    | 4       |
| 5                  | Singapore          | 1    | 1   | 1    | 3       |
| 6                  | Philippines        | 0    | 0   | 1    | 1       |
| Tổng số (6 đơn vị) | Tổng số (6 đơn vị) | 20   | 20  | 20   | 60      |

### Xe đạp BMX
| Nội dung | Vàng                              | Bạc                                 | Đồng                             |
| -------- | --------------------------------- | ----------------------------------- | -------------------------------- |
| Nam      | I Gusti Bagus Saputra · Indonesia | Nonthakon Inkhokshong · Thái Lan    | Daniel Caluag · Philippines      |
| Nữ       | Elga Kharisma Novanda · Indonesia | Chutikan Kitwanitsathian · Thái Lan | Noor Quraataina Mamat · Malaysia |

### Xe đạp đường trường
| Đua tốc độ vòng ngắn nam | Mohamed Harrif Salleh · Malaysia                                                                                           | Thanawut Sanikwathi · Thái Lan                                                                             | Mohamed Zamri Salleh · Malaysia                                                   |  |  |  |
| Đua tốc độ vòng ngắn nữ  | Nguyễn Thị Thật · Việt Nam                                                                                                 | Jupha Somnet · Malaysia                                                                                    | Jutatip Maneephan · Thái Lan                                                      |  |  |  |
|                          | | |                                                                                   |  |  |  |
| Tính giờ đồng đội nam    | Malaysia · Muhammad Ameen Ahmad Kamal · Muhammad Ameer Ahmad Kamal · Muhammad Fauzan Ahmad Lutfi · Nik Mohd Azwan Zulkifle | Thái Lan · Navuti Liphongyu · Peerapol Chawchiangkwang · Phuchong Saiudomsin · Turakit Boonratanathanakorn | Việt Nam · Huỳnh Thanh Tùng · Mai Nguyễn Hưng · Nguyễn Trường Tài · Trịnh Đức Tâm |  |  |  |
|                          | | |                                                                                   |  |  |  |
| Đường trường cá nhân nam | Navuti Liphongyu · Thái Lan                                                                                                | Mohd Shahrul Mat Amin · Malaysia                                                                           | Mai Nguyễn Hưng · Việt Nam                                                        |  |  |  |
| Đường trường cá nhân nữ  | Nguyễn Thị Thật · Việt Nam                                                                                                 | Jupha Somnet · Malaysia                                                                                    | Ayustina Delia Priatna · Indonesia                                                |  |  |  |

### Xe đạp lòng chảo
| Keirin nam                       | Azizulhasni Awang · Malaysia                                                                             | Mohd Shariz Efendi Shahrin · Malaysia                                                            | Muhammad Nur Fathoni · Indonesia                                                        |  |  |  |
| Keirin nữ                        | Fatehah Mustapa · Malaysia                                                                               | Farina Shawati Adnan · Malaysia                                                                  | Watinee Luekajorn · Thái Lan                                                            |  |  |  |
|                                  | |                                                                                                  |                                                                                         |  |  |  |
| Đua phối hợp nam (Omnium)        | Calvin Sim Teck Kwang · Singapore                                                                        | Sofian Nabil Omar Bakri · Malaysia                                                               | Nandra Eko Wahyudi · Indonesia                                                          |  |  |  |
| Đua phối hợp nữ (Omnium)         | Jutatip Maneephan · Thái Lan                                                                             | Luo Yiwei · Singapore                                                                            | Jupha Somnet · Malaysia                                                                 |  |  |  |
|                                  | |                                                                                                  |                                                                                         |  |  |  |
| Rượt đuổi cá nhân nam            | Eiman Firdaus Zamri · Malaysia                                                                           | Mohamad Nur Aiman Zariff · Malaysia                                                              | Sarawut Sirironnachai · Thái Lan                                                        |  |  |  |
| Rượt đuổi đồng đội nam           | Malaysia · Eiman Firdaus Zamri · Irwandie Lakasek · Mohamad Nur Aiman Zariff · Muhamad Afiq Huzni Othman | Thái Lan · Sarawut Sirironnachai · Yuttana Mano · Turakit Boonratanathanakorn · Navuti Liphongyu | Indonesia · Aiman Cahyadi · Eko Bayu Nurhidayat · Fatahillah Abdullah · Robin Manullang |  |  |  |
|                                  | |                                                                                                  |                                                                                         |  |  |  |
| Đua loại trực tiếp nam (Scratch) | Irwandie Lakasek · Malaysia                                                                              | Turakit Boonratanathanakorn · Thái Lan                                                           | Thanawut Sanikwathi · Thái Lan                                                          |  |  |  |
|                                  | |                                                                                                  |                                                                                         |  |  |  |
| Nước rút cá nhân nam             | Azizulhasni Awang · Malaysia                                                                             | Shah Firdaus Sahrom · Malaysia                                                                   | Jaturong Niwanti · Thái Lan                                                             |  |  |  |
| Nước rút cá nhân nữ              | Fatehah Mustapa · Malaysia                                                                               | Farina Shawati Adnan · Malaysia                                                                  | Uyun Muzizah · Indonesia                                                                |  |  |  |
|                                  | |                                                                                                  |                                                                                         |  |  |  |
| Nước rút đồng đội nam            | Malaysia · Mohd Shariz Efendi Shahrin · Muhammad Fadhil Zonis · Mohd Khairil Nizam Rasol                 | Thái Lan · Pongthep Tapimay · Satjakul Sianglam · Worayut Kapunya                                | Indonesia · Muhammad Nur Fathoni · Puguh Admadi · Reno Yudha Sansoko                    |  |  |  |
| Nước rút đồng đội nữ             | Malaysia · Farina Shawati Adnan · Fatehah Mustapa                                                        | Indonesia · Crismonita Dwi Putri · Santia Tri Kusuma                                             | Thái Lan · Chaniporn Batriya · Pannaray Rasee                                           |  |  |  |
|                                  | |                                                                                                  |                                                                                         |  |  |  |
| Tính giờ cá nhân nam (1km)       | Muhammad Fadhil Zonis · Malaysia                                                                         | Shah Firdaus Sahrom · Malaysia                                                                   | Mohamed Elyas Yusoff · Singapore                                                        |  |  |  |
| Tính giờ cá nhân (500m)          | Fatehah Mustapa · Malaysia                                                                               | Crismonita Dwi Putri · Indonesia                                                                 | Santia Tri Kusuma · Indonesia                                                           |  |  |  |